# Минорные актиноиды

Превращение изотопов от ^{238}U до ^{245}Cm в легководном реакторе. Красными цифрами показана вероятность деления, синими — вероятность нейтронного захвата, зелеными — бета-распада и электронного захвата, сиреневыми — альфа-распада. Для долгоживущих изотопов распад не показан. Делящиеся изотопы (для которых вероятность деления тепловыми нейтронами больше нейтронного захвата) обозначены коричневым, изотопы с большим сечением захвата — синим, изотопы с маленьким сечением захвата — серым. Светло-серым обозначены короткоживущие изотопы (менее года)

Минорные, или младшие актиноиды — это трансурановые элементы кроме плутония, образующиеся при работе ядерного реактора. Практическое значение имеют изотопы нептуния, америция и кюрия, другие элементы в энергетических реакторах образуются в ничтожных количествах (но могут быть наработаны в специальных исследовательских реакторах с высокой плотностью нейтронного потока).
Минорных актиноидов в ОЯТ содержится примерно на порядок меньше, чем плутония (конкретное содержание и состав сильно зависит от глубины выгорания и нейтронного спектра). Тонна ОЯТ ВВЭР при выгорании 4% содержит примерно 10 кг изотопов плутония, 500-700 г нептуния, 600 г америция-241 (после 10-летней выдержки), 120 г америция-243, до 60 г кюрия (включая короткоживущий кюрий-242).
Многие минорные актиноиды являются альфа-излучателями с очень большим временем полураспада (сотни, тысячи и даже миллионы лет), что делает их одним из самых опасных компонентов ОЯТ в долгосрочной перспективе (через 200-300 лет, когда радиоактивность осколков деления упадет в тысячи раз).

## Нептуний
Основной реакцией в ядерном реакторе является деление урана-235 нейтронами. Но примерно в 15% случаев при захвате нейтрона деления не происходит, а образуется ядро урана-236. Далее, уран-236 может тоже поглощать нейтроны, при этом образуется короткоживущий бета-радиоактивный уран-237 (T½=6,75 суток), который при распаде дает нептуний-237:
{\displaystyle {\ce {^{235}_{92}U + ^{1}_{0}n -> ^{236}_{92}U}}}
{\displaystyle {\ce {^{236}_{92}U + ^{1}_{0}n -> ^{237}_{92}U ->[\beta^-][6.75 \ {\ce {d}}] ^{237}_{93}Np}}}
Далее нептуний-237 может захватывать нейтроны и превращаться в плутоний-238 (это основной источник накопления Pu-238 в ОЯТ и основной способ производства Pu-238 для РИТЭГов):
{\displaystyle \mathrm {^{237}_{93}Np} (\mathrm {n} ,\gamma )\mathrm {^{238}_{93}Np} \ {\xrightarrow[{2,117\ \mathrm {d} }]{\beta ^{-}\ 1,292\ \mathrm {MeV} }}\ \mathrm {^{238}_{94}Pu} .}
T½ нептуния-237 составляет 2,1 млн лет. Из-за большого периода полураспада, его радиотоксичность сравнительно мала (удельная активность 26 МБк/г).

## Америций
При работе ядерного реактора из урана-238 путем захвата нейтрона и двух бета-распадов образуется плутоний-239:
{\displaystyle {\ce {{}^{238}_{92}U + {}^{1}_{0}n -> {}^{239}_{92}U ->[\beta^-][23.5\ {\ce {min}}] {}^{239}_{93}Np ->[\beta^-][2.356\ {\ce {d}}] {}^{239}_{94}Pu}}}
Далее, захватывая нейтроны, Pu-239 последовательно превращается в Pu-240, 241, 242 и 243. Плутоний-241 сравнительно короткоживущий (T½=14 лет), и путем бета-распада превращается в америций-241 с T½=432 года, а короткоживущий плутоний-243 (T½=5 часов) — в америций-243 c T½=7364 года. Существует также долгоживущий ядерный изомер Am-242m с T½=140 лет, но он обладает очень большим сечением деления тепловыми нейтронами (6200 барн), поэтому не нарабатывается в реакторе в значимых количествах.

## Кюрий
Америций 241 и 243 путем нейтронного захвата образовывает короткоживущие изотопы 242 и 244. Америций-242 с периодом T½=16 часов превращается в кюрий-242 путем бета-распада с вероятностью 83% (остальные 17% — электронный захват в плутоний-242). Америций-244 с периодом T½=10 часов распадается в кюрий-244. Период полураспада кюрия-242 T½=163 суток. Может захватывать нейтрон и превращаться в кюрий-243 с T½=29 лет, но из-за короткого периода полураспада и невысокого сечения захвата, гораздо более вероятен альфа-распад в плутоний-238.
Кюрий-244 имеет период полураспада T½=18 лет. Далее кюрий-244 может, захватывая нейтроны, превращаться в кюрий-245 (T½=8250 лет), и более тяжелые вплоть до кюрия-248, но в обычных энергетических реакторах этот процесс идет очень медленно.

## Калифорний
В обычном энергетическом реакторе изотопы кюрия тяжелее 244 образуются в крайне незначительных количествах, т.к. четные изотопы кюрия имеют низкие сечения захвата (при характерных для энергетических реакторов нейтронных потоках порядка 1013 n/(см² • сек), за время кампании реагирует не более нескольких процентов кюрия-244, и доли процента кюрия-246 и 248), а нечетные изотопы при захвате нейтрона с большой вероятностью делятся (вероятность деления тепловыми нейтронами 85% для кюрия-245 и 64% для кюрия-247). Однако, при облучении мишеней из америция или кюрия в специально сконструированных высокопоточных реакторах, например СМ, где нейтронные потоки достигают 5•1015 n/(см² • сек), доля прореагировавшего кюрия на порядки выше, поэтому часть кюрия превращается в короткоживущий бета-радиоактивный кюрий-249, который с T½=64 минуты превращается в берклий-249, а он с T½=330 суток — в калифорний-249 (либо, берклий-249 может захватить нейтрон, превратившись в берклий-250, который потом с периодом полураспада 3 часа распадется в калифорний-250). Далее путем нейтронного захвата образуются изотопы калифорния 250, 251 и 252. Последний нашел применение как очень мощный источник нейтронов (из-за короткого периода полураспада T½=2,6 года и высокой вероятности спонтанного деления — 3%, его нейтронный фон в миллиарды раз больше, чем у плутония-240, и в сотни триллионов раз больше, чем у урана-238: один микрограмм калифорния-252 испускает 2.3 миллиона нейтронов в секунду). В мире ежегодно синтезируется несколько десятков миллиграмм калифорния-252.